# Billy Boy Arnold
Billy Boy Arnold (* 16. September 1935 in Chicago, Illinois) ist ein US-amerikanischer Blues-Musiker, ein Meister auf der Mundharmonika.

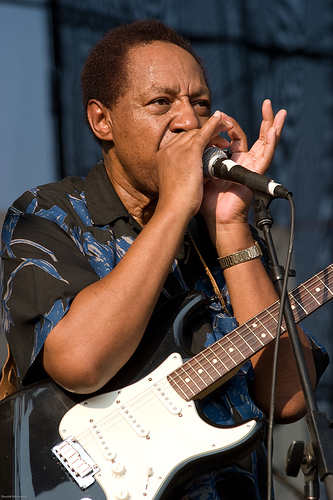
Billy Boy Arnold (2007)

## Leben
1948 suchte der junge Arnold sein Idol Sonny Boy Williamson in Chicago auf. Dieser brachte ihm bereitwillig einige Kniffe bei, wurde aber wenig später ermordet.
1952 machte Arnold seine ersten Aufnahmen für das kleine COOL Label, die jedoch ohne Erfolg blieben. Zu dieser Zeit spielte er regelmäßig mit Johnny Shines, Johnny Temple und Otis Rush bei Auftritten. 1955 begleitete er Bo Diddley bei dessen Debüt-Hitsingle Bo Diddley und I’m a Man. Arnold hatte mit I Wish You Would bei Vee Jay Records einen Hit, der später von den Yardbirds neu eingespielt wurde, ebenso wie I Ain't Got You – im Original von Jimmy Reed. Er spielte zu dieser Zeit auch im berühmten APOLLO in New York City.
In den 1960er-Jahren ließ Arnolds Popularität nach. Er arbeitete zeitweise als Busfahrer in Chicago, später für die Regierung des Bundesstaates Illinois. In den 1990er Jahren hatte er jedoch ein vielbeachtetes Comeback mit den Alben Back Where I Belong (Alligator 1993) und Eldorado Cadillac (1995). 2001 erschien das Album Boogie 'n' Shuffle, wo er mit dem Produzenten und Musiker Duke Robillard zusammenarbeitete.
Der Bassist Jerome Arnold ist ein Bruder von Billy Boy (er ist eines von 16 Kindern) und spielte u. a. mit Paul Butterfield. Ein anderer Bruder ist Augustus „Gus“ Arnold, der ebenfalls Mundharmonika spielt und Bücher schreibt. Augustus Arnold ist besser bekannt unter dem Namen Julio Finn und hat mit so verschiedenen Künstlern wie dem Art Ensemble of Chicago, Archie Shepp, Linton Kwesi Johnson und dem Bluesgitarristen Eddie C. Campbell aufgenommen oder gespielt.
Nach Billy Boy Sings Sonny Boy (2008), einer Hommage an Sonny Boy Williamson, kam von ihm (zusammen mit Tony McPhee & the Groundhogs das Album Blue and Lonseome (2012), samt einem Tribute Track für Big Bill Broonzy) folgte zwei Jahre später  The Blues Soul of Billy Boy Arnold (2014).
Arnold war 2014 unter den Nominierten für den Blues Music Award in der Kategorie „Traditional Blues Male Artist of the Year“. Und er gewann zusammen mit Charlie Musselwhite, Mark Hummel, Sugar Ray Norcia, James Harman in der Kategorie „Traditional Blues Album of the Year“ für das Album Remembering Little Walter.

## Diskographie

### Singles
- I Ain't Got No Money / Hello Stranger
- I Was Fooled / I Wish You Would
- Don't Stay Out All Night / I Ain't Got You
- Here's My Picture / You've Got Me Wrong
- My Heart Is Crying / Kissing At Midnight
- Prisoner's Plea / Rockin' Initis
- I Wish You Would / Prisoner's Plea
- You're My Girl / School Time
- Yellow Rose From Texas  Rückseite-Esther Phillips: Nobody But You

### Alben
- 1957 Crying and Pleading
- 1957 Blow the Back off It Red Lightnin'
- 1963 More Blues on the South Side; Prestige/Original Blues Classics
- 1975 King of Chicago Blues, Vol. 3; Vogue
- 1976 Sinner's Prayer; Red Lightnin' (UK)
- 1979 Checkin' It Out; Sequel (UK)
- 1984 Ten Million Dollars; Evidence
- 1993 Back Where I Belong; Alligator
- 1995 Eldorado Cadillac; Alligator
- 1995  Going To Chicago; Testament
- 1998 Blowin' the Blues Away; Culture Press
- 2000 Live at the Venue; Catfish
- 2001 Boogie 'n' Shuffle; Stony Plain
- 2003 Chicago Blues Harp; P-Vine Records
- 2005 Consolidated Mojo; Electro-Fi Records
- 2007 Dirty Mother; Music Avenue
- 2008 Billy Boy Sings Sonny Boy; Electro-Fi Records
- 2012 Blue and Lonesome (Billy Boy Arnold mit Tony McPhee & the Groundhogs); Red Lightnin
- 2014 The Blues Soul of Billy Boy Arnold; Stony Plain - SPCD 1378

### Gastauftritte
- 1979 Johnny Jones Live In Chicago With Billy Boy Arnold
- 1993 Bo Diddley Bo's Blues
- 1994 Phil Alvin County Fair 2000
- 1996 James Cotton Feelin' Good
- 1999 Mississippi Heat Handyman
- 2002 Mississippi Heat Footprints On The Ceiling
- 2002 Jody Williams Return of a Legend
- 2004 Blasters Blasters Live: Going Home
- 2007 Tony McPhee & the Groundhogs  Dirty Mother
- 2009 Chicago Blues: A Living History

### DVD
- 2000 Chicago Blues Harmonica

## Belege
1. ↑  All Music Tracklisting von Blue and Lonseome
2. ↑   CD Reviews December 2014 „The Blues Soul of Billy Boy Arnold“ (Memento vom 16. Dezember 2014 im Internet Archive), Rezension von Robert H. Cataliotti in Living Blues vom Dezember 2014
3. ↑  2014 Blues Music Awards: Nominees include Charlie Musselwhite, Lurrie Bell & James Cotton (Memento vom 22. Dezember 2013 im Internet Archive)

| Personendaten    | Personendaten                   |
| ---------------- | ------------------------------- |
| NAME             | Arnold, Billy Boy               |
| KURZBESCHREIBUNG | US-amerikanischer Blues-Musiker |
| GEBURTSDATUM     | 16. September 1935              |
| GEBURTSORT       | Chicago, Illinois               |